# نارنج‌بن (نوشهر)
نارنج بن، روستایی است از توابع بخش مرکزی شهرستان نوشهر در استان مازندران ایران.

## جمعیت
این روستا در دهستان کالج قرار دارد و براساس سرشماری مرکز آمار ایران در سال ۱۳۸۵، جمعیت آن ۱۰۶۱ نفر (۳۰۷خانوار) بوده‌است. مردم نارنج بن از قومیت طبری هستند. مردم نارنج بن به زبان طبری با گویش کجوری سخن می‌گویند.